# Agön

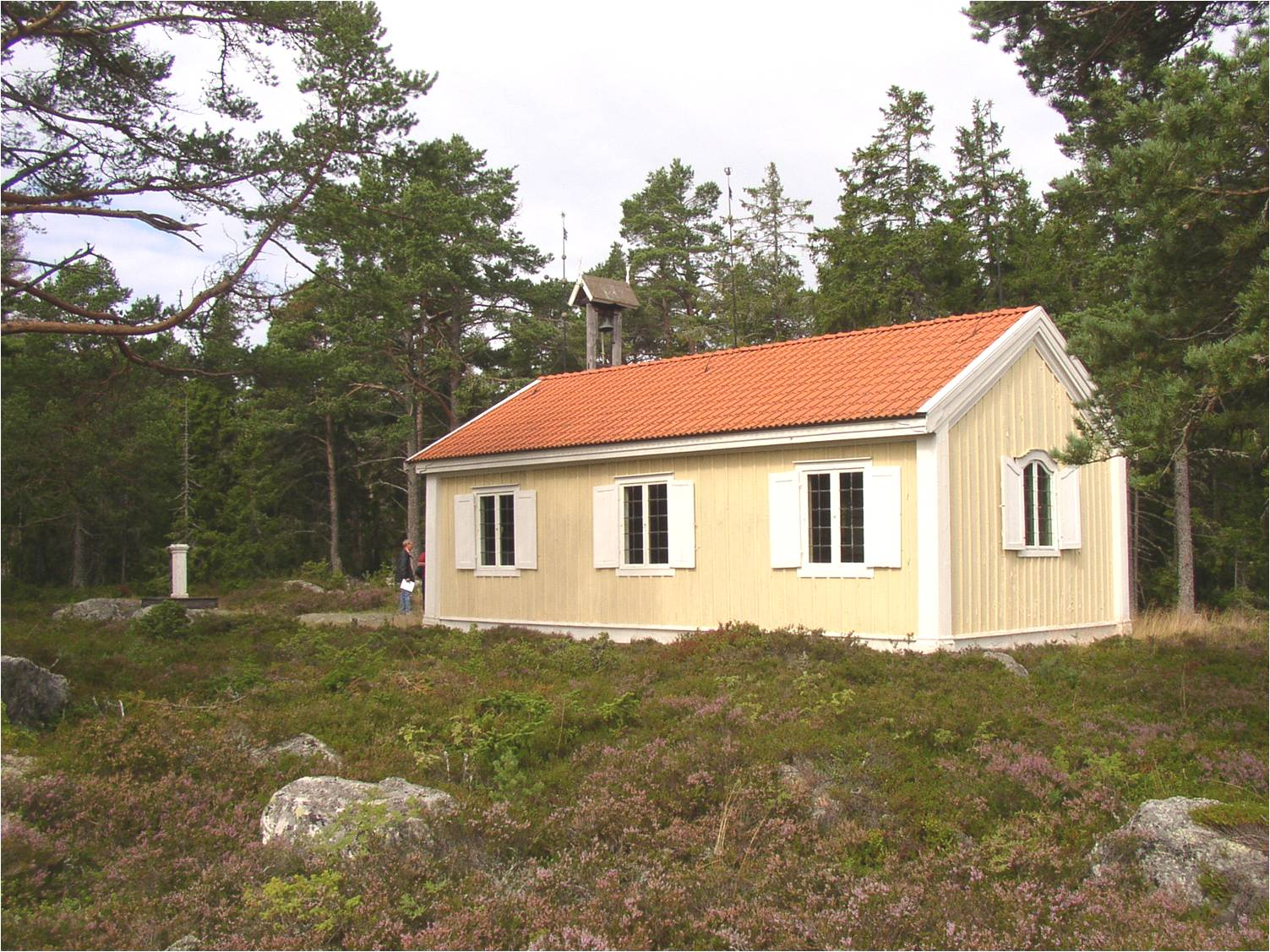
Agö kapell.

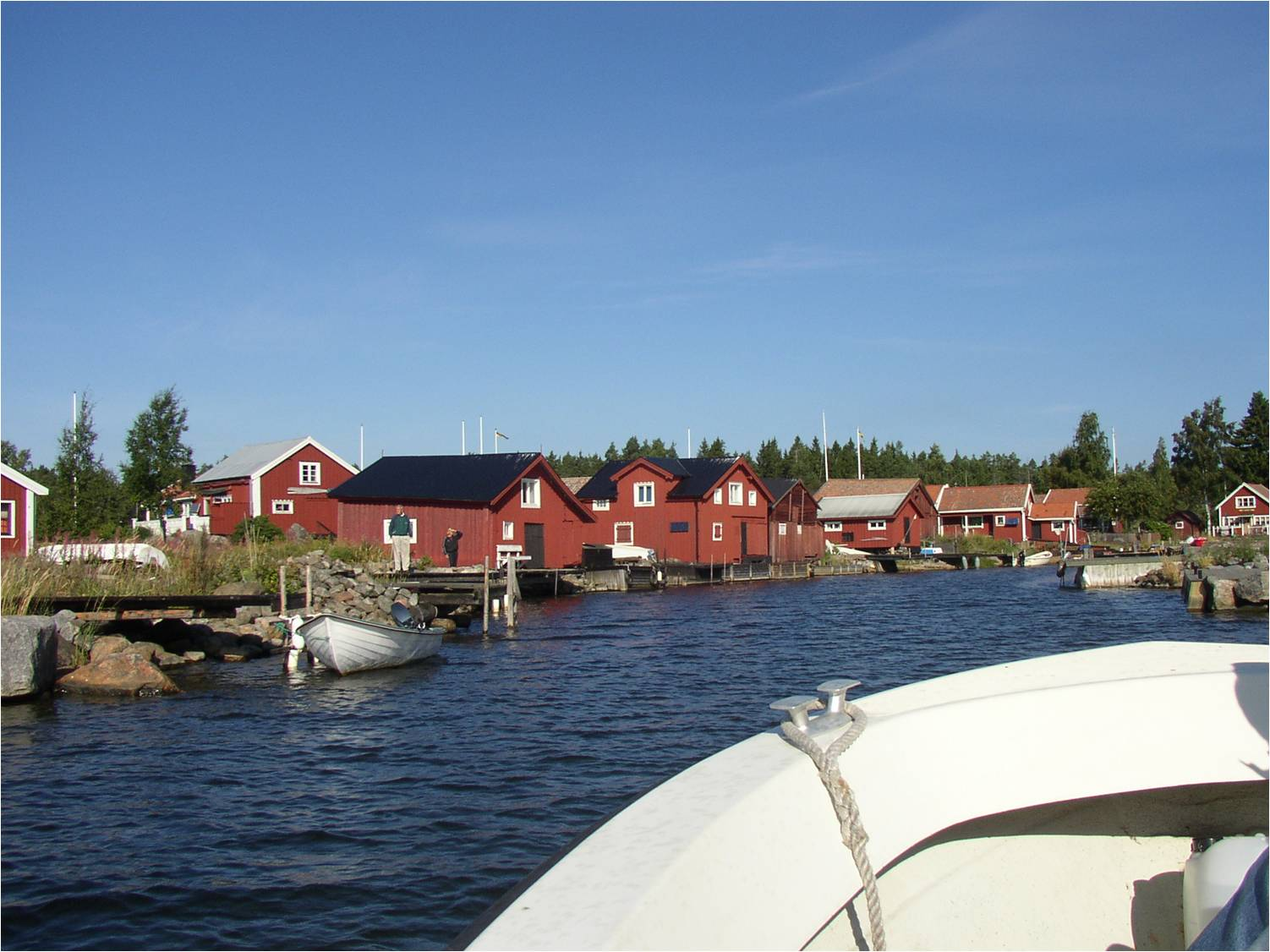
Inloppet till Agö hamn.

Agön är en ö i Bottenhavet ungefär 30 kilometer sydöst om Hudiksvall i Hälsingland. Den är donerad till Hudiksvalls stad.
På Agön finns ett vackert utsmyckat timmerkapell, Agö kapell, från 1660. Ön hade tidigare ett betydande fiskeläge i Agö hamn. Fyrplatsen Agö fyr längst ut i öster var bemannad ända till 1973.
Agön har vidare en del fornlämningar, till exempel en labyrint. Ön ingår i naturreservatet Agön-Kråkön.
Agön samt öarna väster om ön, Drakön och Kråkön, tillhör Hudiksvalls distrikt. 